# DeForest
DeForest – wieś w Stanach Zjednoczonych, w stanie Wisconsin, w hrabstwie Dane.